# Pepione

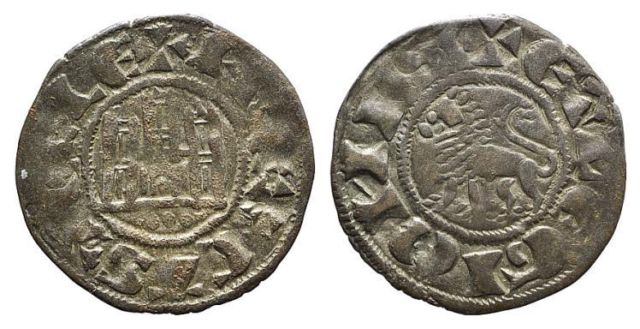
Pepion Ferdynanda IV

Pepione, pepion (hiszp. pepión) – srebrna moneta kastylijska bita w XIII-XIV wieku za panowania Alfonsa X i Ferdynanda IV. Pod względem wartości równa była połowie denara. Ważyła 0,57-0,67 grama srebra, a jej obecna wartość numizmatyczna to ok. 100-150 dol. USA.